# Michelle Burgher
Michelle Burgher (Jamaica, 12 de marzo de 1977) es una atleta jamaicana, especializada en la prueba de 4x400 m en la que llegó a ser medallista de bronce olímpica en 2004.

## Carrera deportiva
En los JJ. OO. de Atenas 2004 ganó la medalla de bronce en los relevos 4x400 metros, con un tiempo de 3:22.00 segundos, por delante de Estados Unidos y Rusia, siendo sus compañeras de equipo: Novlene Williams, Nadia Davy, Sandie Richards y Ronetta Smith.